# 粉果藤
粉果藤（学名：Cissus luzoniensis）为葡萄科白粉藤属下的一个种。

## 扩展阅读
- 維基物種上的相關：粉果藤